# Lotnisko Piotrków Trybunalski
Lotnisko Piotrków Trybunalski (kod ICAO: EPPT) – cywilne lotnisko publiczne niepodlegające certyfikacji Aeroklubu Ziemi Piotrkowskiej im. gen. pilota Stanisława Karpińskiego w Piotrkowie Trybunalskim. Położone jest na południowym skraju miasta, pomiędzy torami kolejowymi, a wylotem drogi na Radomsko. Od 1969 figuruje w ewidencji lotnisk Urzędu Lotnictwa Cywilnego pod poz. 20 (nr rejestracyjny 23).

## Dane lotniska
- Lotnisko: Piotrków Trybunalski – EPPT
- Lokalizacja (WGS–84):	
  - 50° 22' 59,25" N
  - 19° 41' 18,36" E
- Odległość, kierunek od miasta: 2 km (1.1 NM) 180° GEO
- Częstotliwość lotniska: 119,305 MHz – Piotrków Radio.
- Pasy startowe:	
  - (DS 1) 950 × 18 m (030°/210°), asfaltobeton (od 2003 roku) wraz z drogą kołowania, pozwalającą na przyjmowanie samolotów kategorii dyspozycyjnej
  - (DS 2) 1000 × 200 m (033°/213°), trawa
- Elewacja pasa startowego: 205 m / 673 ft (n.p.m.)
- Dozwolony ruch lotniczy: VFR.
- Lądowisko śmigłowców: wyznaczane na żądanie
- Światła drogi startowej: na żądanie.
- Urządzenia radionawigacyjne: NDB 306 włączane dla potrzeb aeroklubu.
- Paliwo: benzyna lotnicza Avgas 100LL.
- Loty międzynarodowe PPR 48h[3]
- Loty nocne PPR[3]
- Godziny pracy: 08:00-16:00 LMT[3] .

Na lotnisku działa Spadochronowa Strefa Zrzutu oraz odbywają się loty szybowcowe.
Źródło:

## Historia lotniska
Pierwszy lot na terenie piotrkowskiego lotniska miał miejsce w roku 1913. Nieudany start dwupłatowym szybowcem wykonał Jan Strahler . 26 września 1925, zginął podczas swego 13. skoku z samolotu w Piotrkowie Trybunalskim Eugeniusz Sziklay, porucznik – pilot armii austro-węgierskiej. Wszystko rozegrało się na oczach tłumu piotrkowian, spadając z wysokości dwóch tysięcy metrów . Eugeniusz Sziklay prowadzonymi doświadczeniami przyczynił się w znacznym stopniu do powstania spadochronu, jaki znamy dzisiaj. Własne doświadczenia lotnicze postanowił wykorzystać dla poprawy bezpieczeństwa pilotów, dla których jedynym sposobem, na uratowanie życia, w sytuacji awaryjnej, było opuszczenie samolotu. Spadochron „Prometo” konstrukcji Eugeniusza Sziklaja i Aurela Biju, został po raz pierwszy zaprezentowany 19 lipca 1925 na pokazach lotniczych w Bukareszcie, ponad miesiąc przed tragedią w Piotrkowie. Nowatorskie rozwiązanie polegało na wykorzystaniu do wypełniania czaszy spadochronu małej butli ze sprężonym powietrzem. 
Lotnisko w Piotrkowie Trybunalskim powstało na dawnym terenie wyścigów konnych i jest efektem działalności Komitetu Budowy Lotniska usytuowanego we władzach Aeroklubu Polskiej Rzeczypospolitej Ludowej (APRL) oraz władz Piotrkowa. Komitet rozbudowy lotniska w Piotrkowie Trybunalskim od roku 1950 prowadził pan Szlagowski, pracownik PKP. W roku 1958 w ramach ćwiczeń wojskowych, lotnisko zostało zniwelowane i w roku 1959 oddane do użytku. Rok później odbyła się formalna rejestracja lotniska jako filii Aeroklubu Łódzkiego. Z inicjatywy kierownictwa Aeroklubu Łódzkiego został wybudowany port lotniczy, a dużo wcześniej wybudowano hangar.
W dniach 16-23 sierpnia 1981 na lotnisku odbyły się  międzynarodowe zawody śmigłowcowe, IV Śmigłowcowe Mistrzostwa Świata.
Źródło: